# Шавельський Василь Геннадійович
Василь Геннадійович Шавельський (рос. Василий Геннадиевич Шавельский; 1901–1974) — радянський воєначальник, генерал-майор (17.01.1944).

## Життєпис
Народився в містечку Кохоровичі, нині — в межах Полоцького району Вітебської області Білорусі.
З початком Другої світової війни — начальник Центрального бюро з персонального обліку втрат особового складу діючої армії, згодом — начальник Управління з персонального обліку втрат сержантського і рядового складу РСЧА.
Помер у Москві, похований на Новодівочому цвинтарі.

## Нагороди
Нагороджений орденом Леніна (21.02.1945), трьома орденами Червоного Прапора (01.08.1944; 03.08.1944; 03.11.1944), орденом Червоної Зірки (12.11.1943) і медалями.